# Greg Edmonson

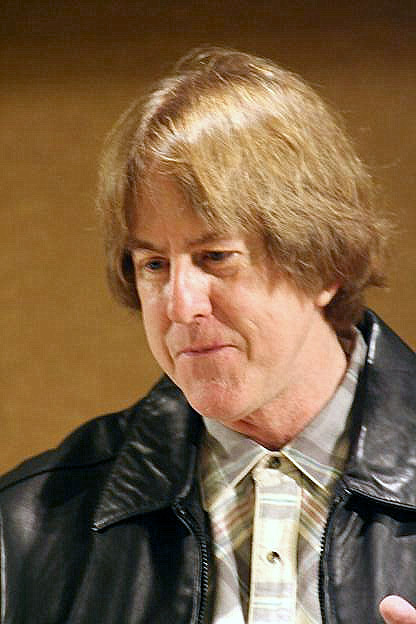
Greg Edmonson (2005)

Greg Edmonson ist ein US-amerikanischer Fernseh- und Filmkomponist. Sein bekanntestes Werk ist der Soundtrack für die kurzlebige Science-Fiction-Serie Firefly – Der Aufbruch der Serenity. Daneben ist er auch der Komponist der Videospielreihe Uncharted für die PlayStation 3 und steuerte für einige Episoden der Zeichentrickserie King of the Hill die Musik bei.

## Leben
Greg Edmonson wuchs in Dallas (Texas) auf. Er spielte Gitarre und studierte später an der University of North Texas Jazz-Komposition. Während seiner Zeit als Studiomusiker besuchte er die berufsbildende Musikschule in Los Angeles, das Musicians Institute.
Als Schüler des bekannten Fernsehkomponisten Mike Post (Magnum, P.I., Polizeirevier Hill Street, Detektiv Rockford – Anruf genügt) arbeitete Edmonson an einer Reihe von Serien mit, für die er eine zusätzliche Vertonung anfertigte.

## Werke (Auswahl)

### Filmografie
- 1994: Premiere des Schreckens (Turn of the Blade)
- 1994: Science Fiction: A Journey Into the Unknown (TV)
- 1997: Cybergate (Last Lives)
- 1997–2009: King of the Hill (TV-Serie, 55 Folgen)
- 1998: Detektiv Kids – Dem Direktor auf der Spur (Frog and Wombat)
- 1999: Undercover Angel
- 1999: Freunde bis in den Tod - End of Innocence (Blue Ridge Fall)
- 2000: Lucky Town (Lucky Town Blues)
- 2002–2003: Firefly – Der Aufbruch der Serenity (TV-Serie)
- 2004: Silly Movie 2.0 (Miss Cast Away)
- 2012: Montana Amazon
- 2013: Bounty Killer

### Videospiele
- 2007: Uncharted: Drakes Schicksal
- 2009: Uncharted 2: Among Thieves
- 2011: Uncharted 3: Drake’s Deception